# Penshurst Place
Penshurst Place est un manoir historique anglais à proximité de Tonbridge, dans le Kent, à 51 km (32 miles) au sud-est de Londres. C'est le siège ancestral de la famille Sidney, et, notamment, le lieu de naissance du grand poète,  courtisan et soldat élisabéthain, Philip Sidney. La maison, d'origine médiévale, est l'un des exemples les plus complets de l'architecture domestique du XIVe siècle en Angleterre. Une partie de la maison et ses jardins sont ouverts au public.

## Histoire

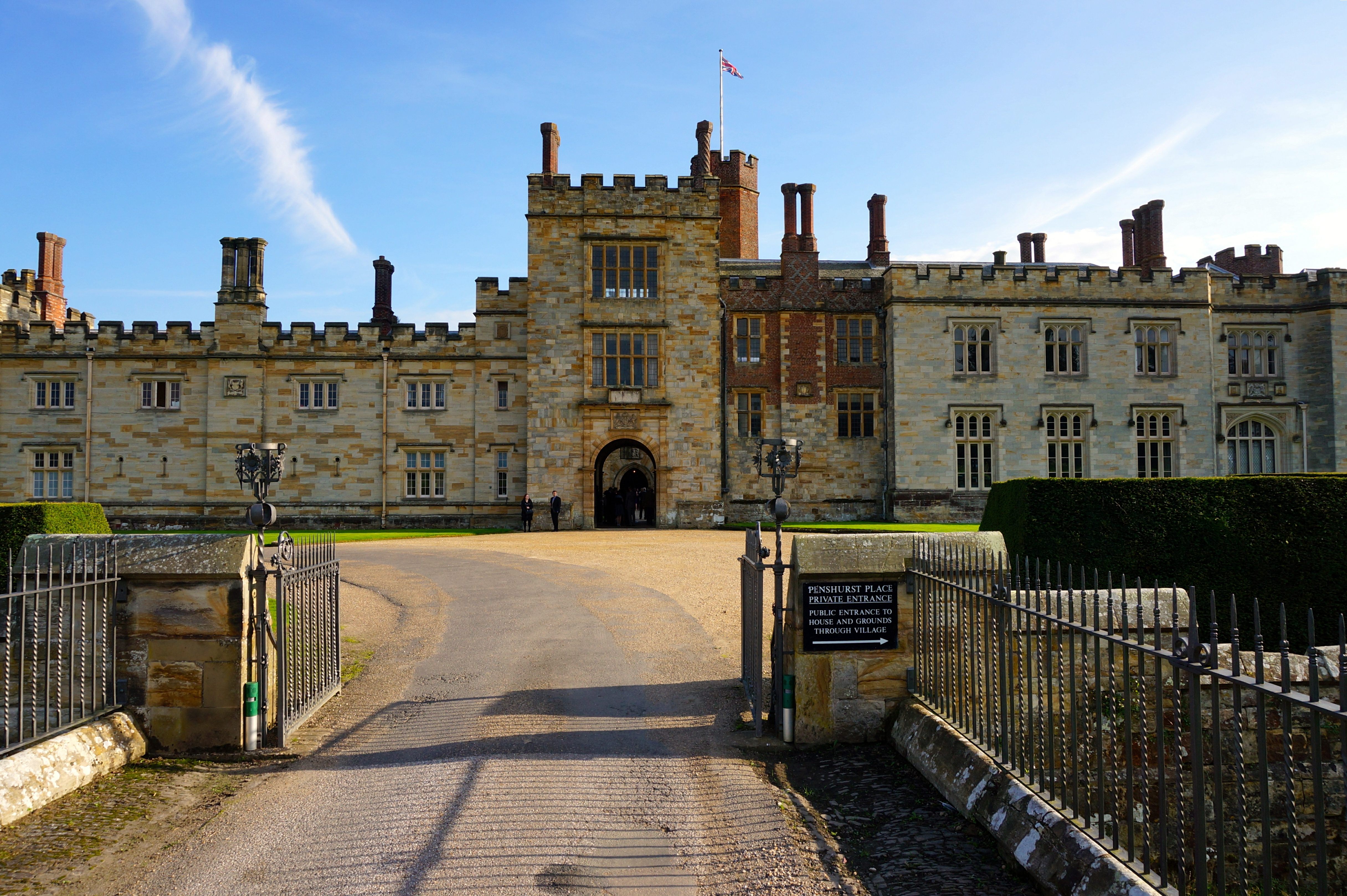
Entrée privée de Penshurst Place, Penshurst, Kent.

L'ancien village de Penshurst était situé initialement sur cette propriété : son nom provient de Stephen de Penecestre, gouverneur des Cinq-Ports, qui en était le propriétaire à la fin du XIIIe siècle. 
Le manoir actuel a été construit en 1341 par John de Pulteney, marchand londonien qui fut Lord-Maire de Londres à quatre reprises, et qui cherchait une résidence à une courte distance de la cité dont il avait la charge. Cette résidence devait pouvoir se défendre, mais l'époque n'était déjà plus aux châteaux forts : l'habitabilité et le confort l'emportait sur le vocabulaire défensif dans les choix architecturaux. Quand le troisième fils du roi d'Angleterre Henri IV, Jean, duc de Bedford, a occupé le manoir, une seconde aile, connue sous le nom de bâtiment de Buckingham (Buckingham Building), a été construite et nommée du nom des propriétaires suivants, les ducs de Buckingham. Edward Stafford, 3e duc de Buckingham a été exécuté en 1521 par le roi Henri VIII et ses enfants furent privés de l'essentiel de son héritage. Le manoir est resté dans la succession de la couronne. La propriété se situe à quelques kilomètres seulement du château d'Hever, maison d'enfance de la seconde épouse d'Henri, Anne Boleyn. Le manoir fut également utilisé comme pavillon de chasse.
En 1550, le fils de Henri VIII, le roi Edouard VI, a octroyé la maison et la propriété à Ralph Fane, un partisan d'Edward Seymour (1er duc de Somerset), mais cet acte a été annulé deux ans plus tard après l'exécution de Ralph Fane pour trahison.

### La famille Sidney

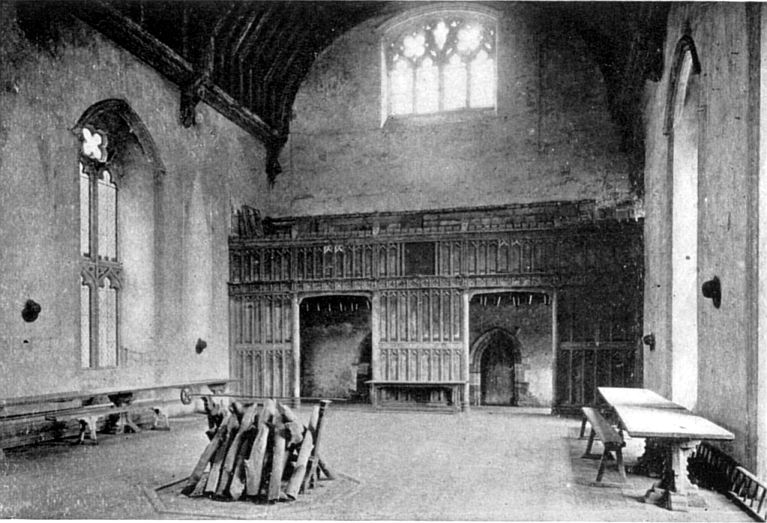
Grande Salle de Penshurst Place, v. 1915

Penshurst Place a été agrandi à partir de 1552 après qu'il a été octroyé à William Sidney (1482–1554), un courtisan du père du roi, Henry VIII. Le fils de William, Henry Sidney (1529–1586),  a épousé Mary Dudley, dont la famille a été impliqué dans l'affaire Jeanne Grey, même si Henry Sidney a échappé à toutes les conséquences de ce conflit politique . Au cours de la sa vie, il a ajouté des appartements et la «Tour du Roi» à Penshurst. En outre, il a créé ce qui est aujourd'hui un des plus anciens jardins privés d'Angleterre.
Philip Sidney (1554–1586), le fils de Henry, est né à Penshurst Place en 1554. Poète et Courtisan, il a été enterré dans le vieux Saint-Paul, ayant décédé 25 jours après une blessure fatale d'une balle dans la cuisse à la bataille de Zutphen, mais sa tombe a été détruite lors du grand incendie de Londres en 1666.
Le frère de Philip, Robert Sidney, a ensuite hérité du manoir de Penshurst. Il a fait procéder à son tour à plusieurs ajouts, notamment une impressionnante galerie. Il a aussi bénéficié du comté de Leicester : Ses descendants, sur sept générations, ont continué à habiter le manoir. Au XIXe siècle, les bâtiments commencent à tomber en ruine, mais un nouvel occupant, en 1818, Jean Shelley-Sidney, et son fils Philip, commencent à le restaurer. Philip a été fait 1er baron de L'Isle et Dudley en 1835. Le 6e baron, William Sidney (1909–1991), est l'un des deux seuls hommes qui aient bénéficié à la fois de la  Croix de Victoria et ait été membre de l'Ordre de la Jarretière ; il a été fait 1er vicomte de L'Isle en 1956. Une grande partie des travaux modernes de restauration sont dus à ce premier vicomte et à son fils, le deuxième vicomte. Le manoir et le jardin sont en partie ouverts au public.
La chapelle Sidney de l'église paroissiale Saint-Jean-Baptiste conserve les restes de nombreux membres de la famille qui y ont été enterrés, ou en commémore le souvenir.

## Principales caractéristiques du manoir

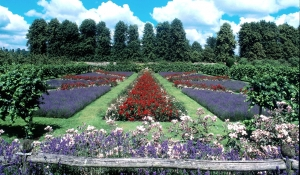
Un des jardins de Penshurst Place, désigné dans la forme du drapeau du Royaume-Uni, et avec les fleurs dans les propres couleurs du drapeau

Des vestiges des différents siècles d'occupation des lieux subsistent :
- Les salons d'apparat (State Rooms), et ses meubles des différentes générations de la famille Sidney ou de leurs prédécesseurs.
- Le logis ouest (West Solar), ou salle à manger d'apparat, partie de l'édifice médiéval, qui conserve une collection de portraits de famille, de meubles et de porcelaine.
- La salle de la reine Élisabeth, nommé ainsi en mémoire de la reine Élisabeth Ire.
- Le salon des tapisseries.
- La Grande Salle (Great Hall) et sa charpente de châtaignier (et non de chêne comme dans la plupart des manoirs).
- La Longue Galerie (Long Gallery), avec les portraits royaux et de la famille.
- Le cellier voûté, avec un éventail d'armes et armures
- Le Musée du Jouet - qui comprend des jouets de plusieurs générations de la famille Sidney, poupées, maisons de poupées, nounours, soldats miniatures, jouets mécaniques, etc.
- Le tabouret de la reine Victoria : dans l'une des chambres petits de la maison, ce tabouret vert mis en exergue. La reine Victoria se serait assise sur ce tabouret quand elle fut proclamée Impératrice des Indes en 1876.